# 東芝 歌うプレゼントショー
『東芝 歌うプレゼントショー』（とうしば うたうプレゼントショー）は、1965年5月から1972年9月までTBSで放送されていた歌謡番組である。東芝音楽工業（後の東芝EMI → EMIミュージック・ジャパン、現・ユニバーサルミュージック・EMI Records Japan）の協賛番組としてスタートし、同社所属歌手たちが出演していたが、途中からエスエス製薬、パラゾール白元本舗（鎌田商会）（現・白元アース）の2社提供となり、番組タイトルからも「東芝」の文字が取れ、『歌うプレゼントショー』となった。

## 司会
- 山本文郎、高山栄
- 愛川欽也（番組末期）

## 放送時間
いずれも日本標準時。
- 日曜 15:30 - 16:00 （1965年5月 - 1965年7月）
- 日曜 14:30 - 15:00 （1965年8月 - 1969年9月） - 15:00まで放送の『ナショナル日曜観劇会』が終了したのに伴い、以後は60分繰り上げて放送。
- 土曜 14:00 - 14:30 （1969年10月 - 1970年3月） - 日曜14:30枠で『サンテお笑い笑』がスタートしたのに伴い、放送曜日を変更。
- 日曜 14:30 - 15:00 （1970年4月 - 1972年9月） - 『サンテお笑い笑』の後継番組である『喜利喜利ショー』が終了したのに伴い、日曜14:30枠へ復帰。